# Premru
Premru je priimek več znanih Slovencev:
- Ferdo Premru (1905—1981), fotograf
- Jožef Premru (1809—1877), gimnazijski profesor
- Lado (Vladimir) Premru (1912—1987), kulturni in prosvetni delavec
- Lev Premru (1931—2005), kemik, farmacevt in gospodarstvenik
- Milena Mohorič-Premru (1905—1972), pesnica, publicistka, pedagoginja in prevajalka
- Sergij Premru (*1947), časnikar
- Tadej Premru (*1984), balinar
- Tanja Premru Sršen, ginekologinja
- Uroš Premru (*1935), geolog, slikar
- Vladimir Premru (1902—1949), fizik/kemik, biotehnik, šolnik, publicist, prevajalec, zdravstveni organizator